# 积米崖港区
积米崖港区是中国山东省青岛市黄岛区下辖的一个经济管理区，设立于1995年12月，总面积9.53平方千米。

## 行政区划
积米崖港区现辖5个行政村：积米崖村、大岔口村、城口子村、李家村和毛家沟村。